# NGC 178
NGC 178 (również IC 39 lub PGC 2349) – galaktyka spiralna (Sb/P), znajdująca się w gwiazdozbiorze Wieloryba. Odkrył ją Ormond Stone 3 listopada 1885 roku.